# Frédérique O'Connell

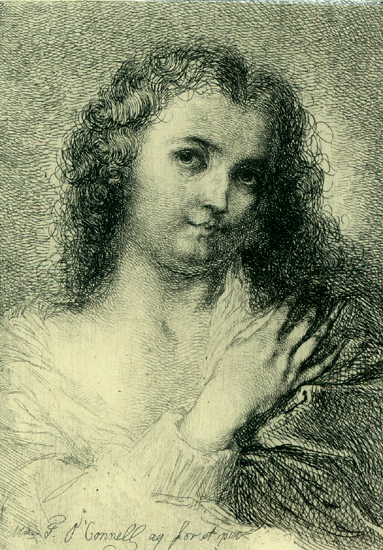
Frédérique O'Connell

Frédérique Émilie Auguste O'Connell, född 1822, död 1885, var en belgisk målare. Hon tillhörde de mest populära porträttörerna i Frankrike under det andra kejsardömet. 